# Marco Valerio Mesala (cónsul 188 a. C.)
Marco Valerio Mesala (en latín, Marcus Valerius Messalla), hijo del consular homónimo Marco Valerio Mesala, fue cónsul de la República romana en el año 188 a. C., junto con Cayo Livio Salinator.

## Vida
Prefecto de la flota en Sicilia en el año 210 a. C., el noveno año de la segunda guerra púnica. Marco Valerio Levino, el cónsul de ese año, le ordenó desembarcar en África y Mesala asoló las cercanías de Útica y con el botín y cautivos volvió a Lilibea 14 días después de haber salido de Sicilia. Cuando el senado pidió a Levino nombrar a un dictador, designó a Mesala, pero tanto el senado como los comicios rechazaron el nombramiento.
Probablemente es el mismo personaje que fue pretor peregrino en 194 a. C. y cónsul el 188 a. C.; en aquel último año recibió la provincia de Liguria con un ejército consular, pero no hizo ninguna acción destacada y volvió demasiado tarde para dirigir los comicios. 
El 174 a. C. fue legado en Macedonia y en el 172 a. C. fue decemvir sacrorum en lugar del difunto Marco Emilio Papo.